# Велум (мікологія)

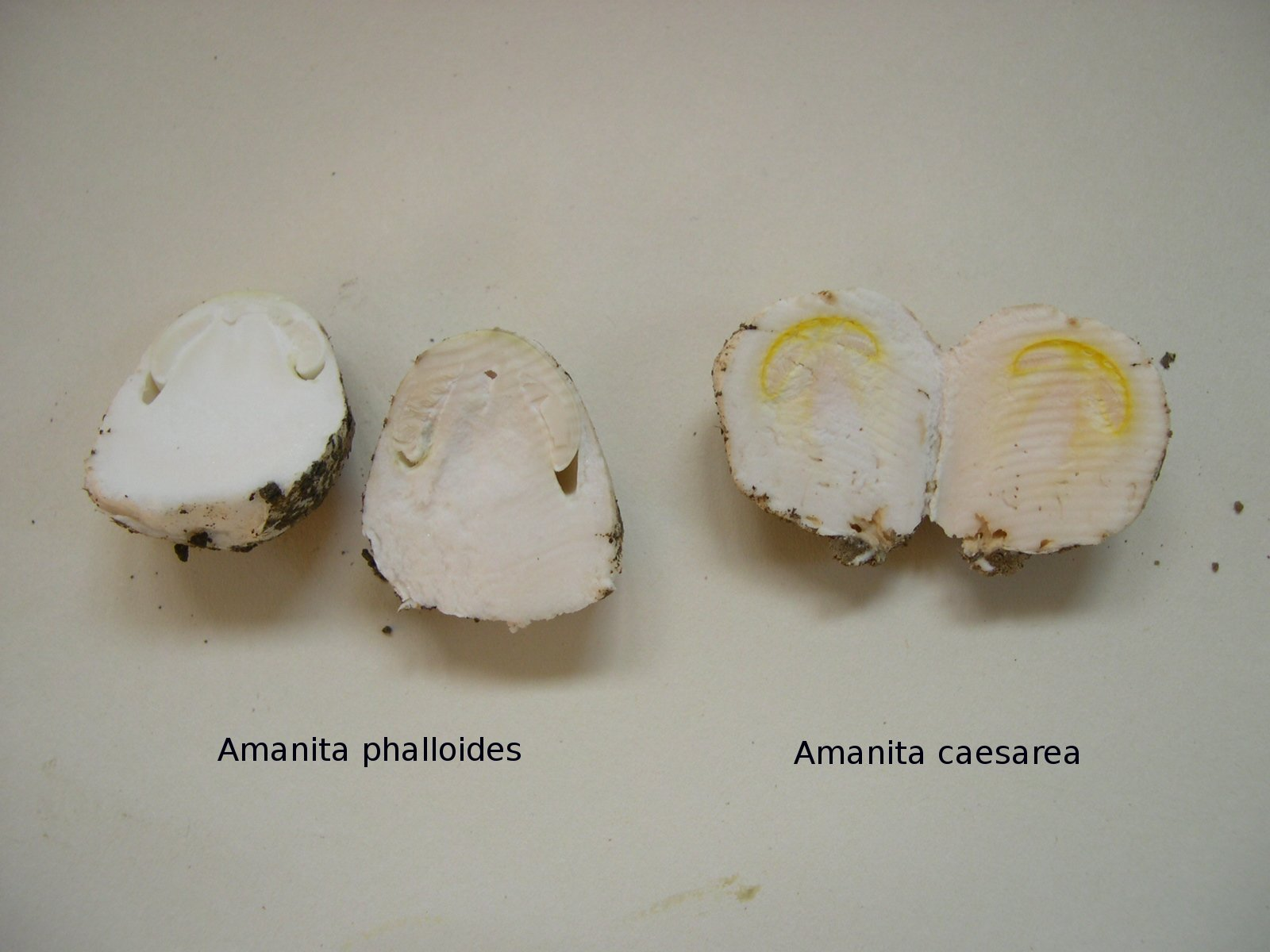
Молоді плодові тіла Amanita phalloides і Amanita caesarea, покриті оболонками-велумами

Ве́лум (лат. velum), також покрива́ло — оболонка, що захищає в молодому віці плодове тіло гриба. Розрізняють загальний велум (лат. velum universale), що закриває повністю плодове тіло, і частковий велум (лат. velum partiale), який закриває тільки нижню поверхню шапинки з гіменіальним шаром.
Під час росту гриба велум розривається, від нього залишаються сліди у вигляді кілець і вольви на ніжці, а також пластівців і клаптиків на шапинках. Ці елементи мають важливе значення для ідентифікації грибів, виявлення серед них отруйних.

## Типи велумів
- Плівкові — найпомітніші, за ними можна ідентифікувати багато видів грибів
- Павутинчасті (кортина) — малопомітні, у вигляді ворсинок чи павутиння по краях шапинки, іноді бувають повстяні чи волокнисті ділянки на ніжці, з прилиплими спорами
- Слизисті — складаються зі слизу, зазвичай повністю зникають протягом росту гриба

## Залишки велума
Вольва
Вольва — чашоподібне чи клаптикове утворення в нижній частині ніжки гриба.
Кільце
Кільце (annulus) — залишок часткового велума у верхній або середній частині ніжки.
Інші
Окрім вольви, від загального велума зазвичай залишаються обривки на шкірці шапинки у вигляді плівок, «бородавок», пластівців, частіше за все вони безкольорові або слабко забарвлені. У багатьох мухоморів вони добре помітні на тлі червоної шапки, на грибах зі світлою шапинкою їх виявити складніше.
Частковий велум може іноді залишати клапті, що звисають з країв шапки (у деяких строфарієвих).

## Галерея

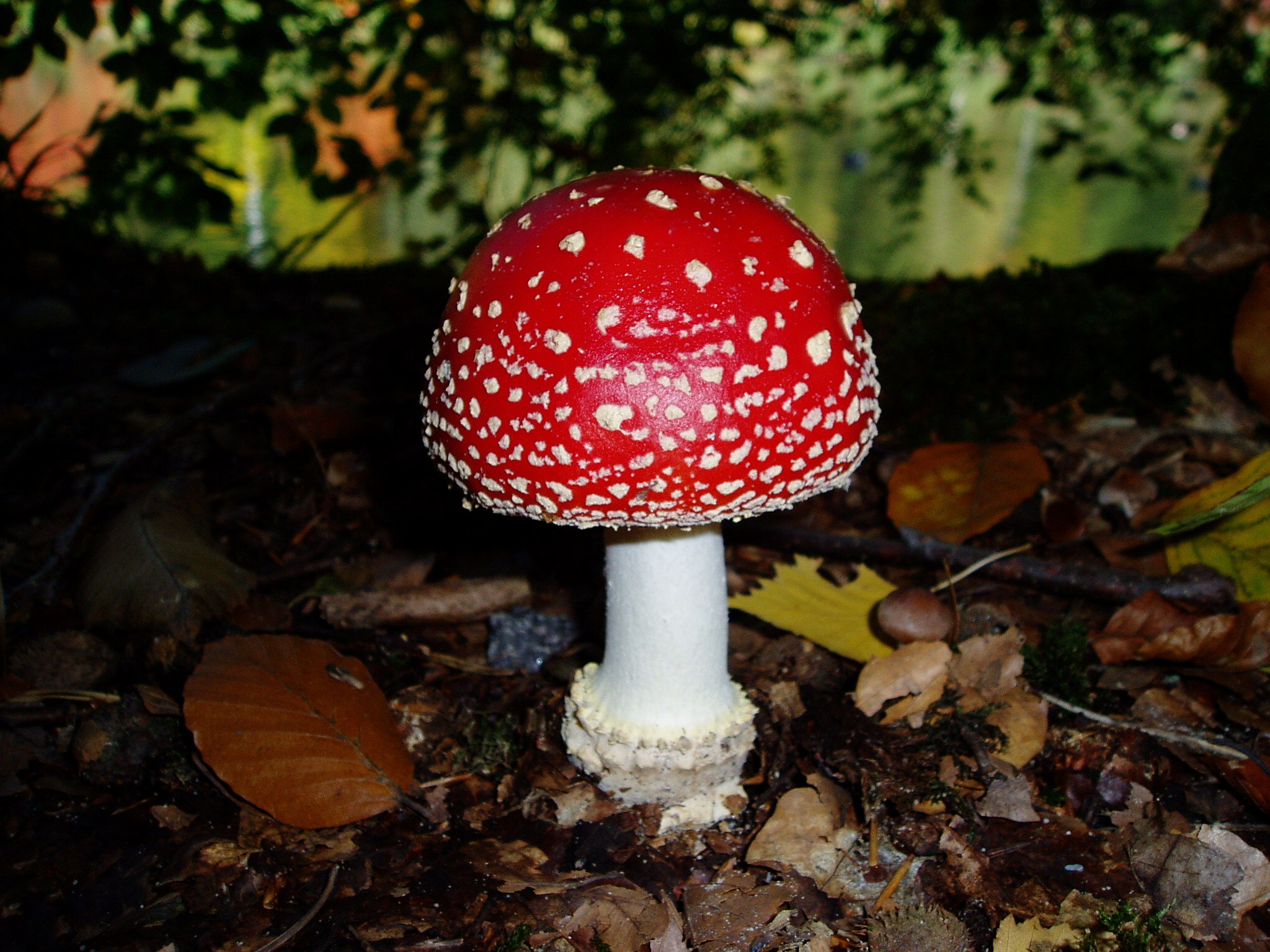
Мухомор червоний. Крихка приросла вольва і пластівці на шапинці — рештки загального велума
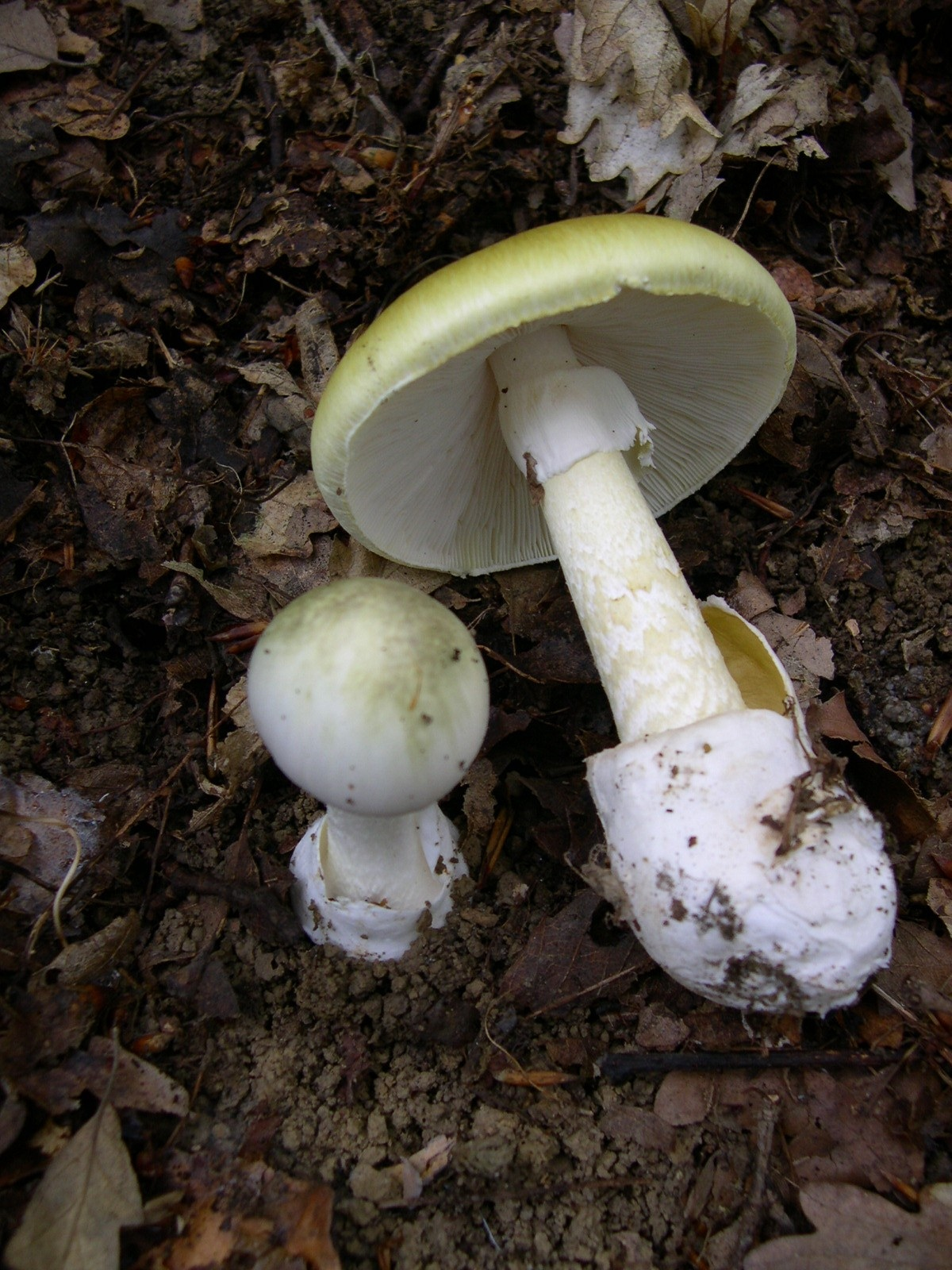
Бліда поганка. Кільце і широка вольва
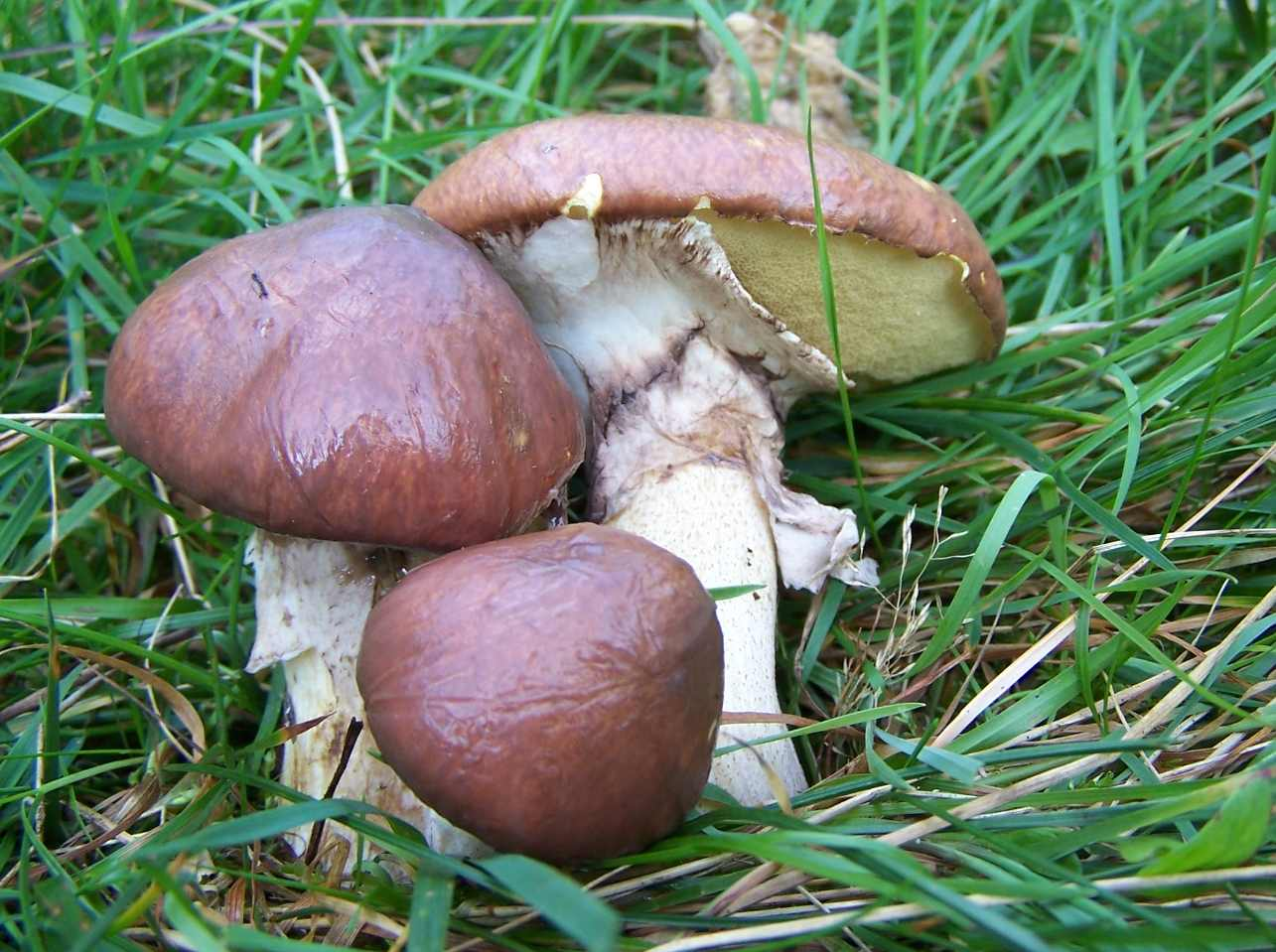
Маслюк звичайний з плівчастим частковим велумом
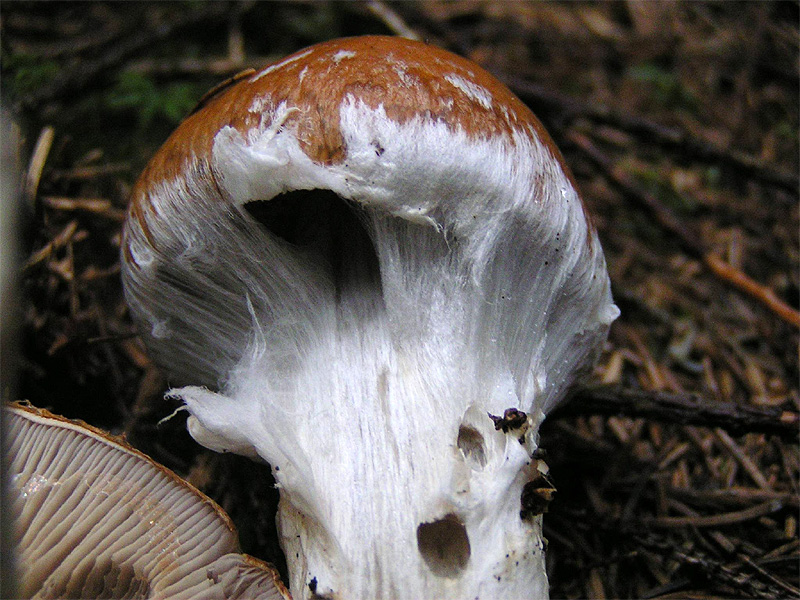
Cortinarius claricolor з павутинчастим велумом
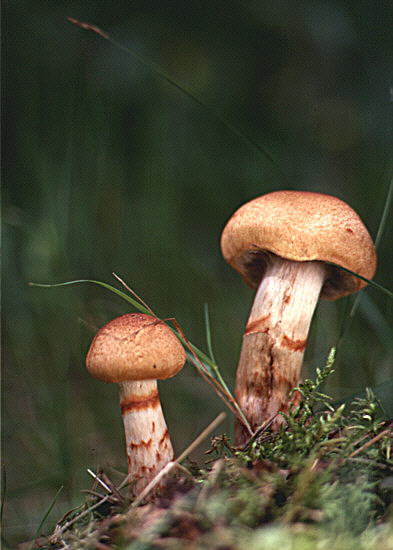
Cortinarius armillatus з кільцем з прилиплими спорами.
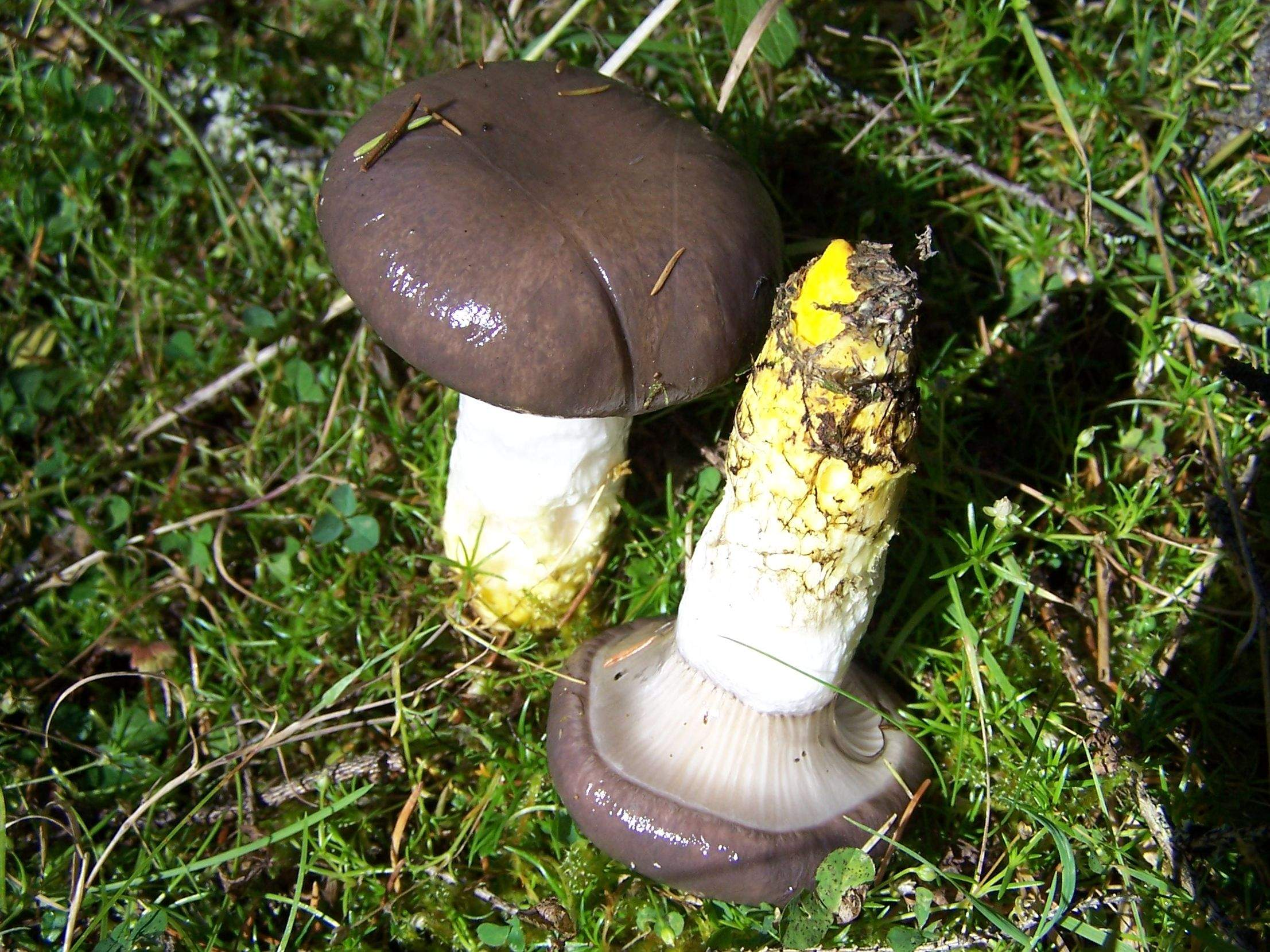
Мокруха клейка зі слизистим частковим велумом
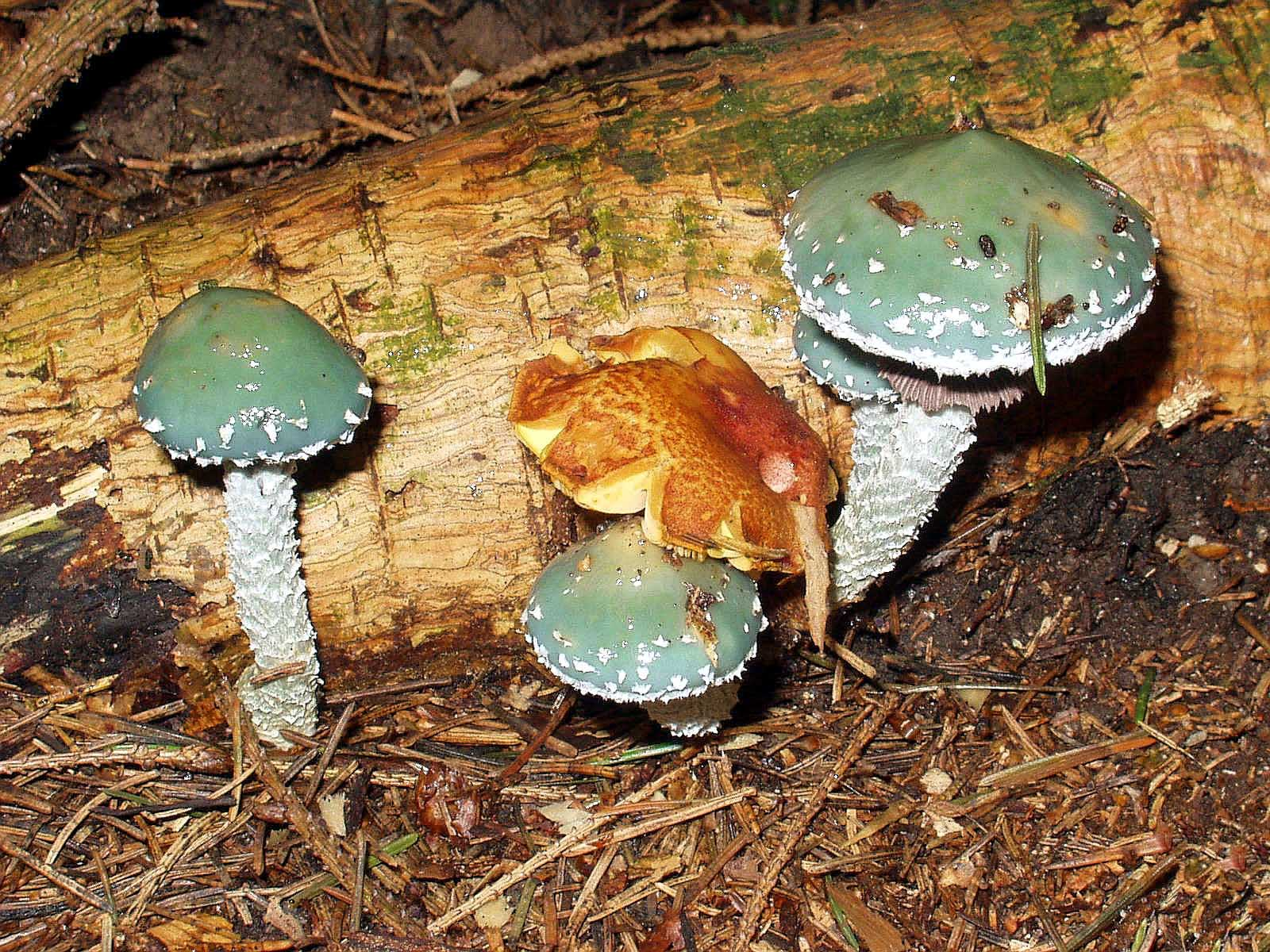
Строфарія синьо-зелена. Забарвлене складчасте кільце й пластівці на краю шапинок — залишки часткового покривала